# Eko (album)
Eko – trzeci album studyjny zespołu Monopol. Pierwszym singlem promującym nadejście tego krążka jest utwór "Mega Luzik" masterowany w nowojorskich studiach Universal Music Group. Płyta łączy w sobie gatunki.

## Lista utworów
1. "Dr. Tandoori (Intro)" - 0:28
2. "Mozarella" (Disco Edit)" - 2:28
3. "Nie Nie Nie" (feat. Wawa (I), Matylda Damięcka) - 2:20
4. "Klincz i Kęcz" - 3:45
5. "Monopol" - 3:12
6. "Wy Mówicie Pol! (Red Hype)" - 0:36
7. "Super Człowiek" (feat. Allen Draft) - 3:04
8. "Na Stadionie" - 0:21
9. "Sędzia Kalosz" (feat. Mateusz Borek) - 2:40
10. "Laszlo" (feat. HiLevel) - 3:14
11. "Fanki Trampky" (feat. Wawa (I), Mariola Knyś) - 3:04
12. "Moment Beatbox'u" (Miklaś) - 0:39
13. "Moment" - 3:07
14. "Oxy i Perfy" - 3:58
15. "Pocisz się?" - 3:48
16. "Kalinka Monopolowa" (feat. Matylda Damięcka) - 0:28
17. "Ljubov Sjemestra" (feat. Matylda Damięcka) - 3:04
18. "Mozarella (Eko Edit)" - 2:41
19. "Mega Luzik (Eko Edit)" - 3:52
20. "Dr. Tandoori (Outro)" - 0:31

(Opracowano na podstawie materiału źródłowego:)